# Język malajski Brunei
Język malajski Brunei (bahasa Melayu Brunei, jawi بهاس ملايو بروني) – język austronezyjski używany w Brunei. Posługuje się nim 346 tys. osób, mieszkańców Brunei oraz stanów Sabah i Sarawak w Malezji.
Należy do grupy języków malajskich, według klasyfikacji Ethnologue stanowi część tzw. makrojęzyka malajskiego. Przeważnie uchodzi za dialekt języka malajskiego, lecz bywa też uznawany za samodzielny język.
Stanowi wyznacznik solidarności narodowej w Brunei i lingua franca na poziomie ogólnokrajowym. Posługują się nim osoby z różnych grup etnicznych, w tym ludność chińska. Służy przede wszystkim jako środek komunikacji nieformalnej (odmiana niska), współistniejąc ze standardowym malajskim (odmianą wysoką) w relacji dyglosji. Odnotowano jednak, że wkracza do różnych sfer życia, również sytuacji formalnych i edukacji. Wypiera języki mniejszości etnicznych w tym kraju.
Jest znacząco odrębny od standardowego języka malajskiego, jednakże dzieli z nim większą część słownictwa. Sam standardowy malajski w Brunei to odmiana bliska standardowi malezyjskiemu, z pewnymi różnicami w zakresie terminów administracyjnych i form adresatywnych. Standardowy malajski jest promowany jako element tożsamości narodowej (wraz z pismem arabskim – jawi), lecz w rzeczywistości jego użycie ogranicza się do kontekstów formalnych (przemówień i transmisji medialnych). 
Jest blisko spokrewniony z dialektami kedayan i kampung air (które nie są językami kontaktowymi). Został również powiązany z językiem banjar z indonezyjskiej części Borneo oraz malajskim wyspy Bacan, używanym na wyspach Bacan i Mandioli w prowincji Moluki Północne.
Do jego zapisu stosuje się pismo arabskie i alfabet łaciński.